# Fatma Sultan (fille d'Ahmed Ier)
Pour les articles homonymes, voir Fatma Sultan.
La sultane Fatma (en turc : Fatma Sultan, née à Constantinople en 1605 et morte à Constantinople après 1667/8) est la fille du sultan Ahmed Ier, souverain de l'Empire ottoman, et de son épouse favorite Kösem Mahpeyker. Elle est la sœur de trois sultans, Osman II, Mourad IV et Ibrahim Ier ainsi que de trois femmes de grands vizirs Ayşe (en), Gevherhan (en) et Hanzade (en).  Elle est connue pour ses nombreux mariages politiques, ayant tout comme sa sœur Aïsha été mariée plus d'une demi-douzaine de fois, à l'instigation de sa mère.